# Союз — Аполлон

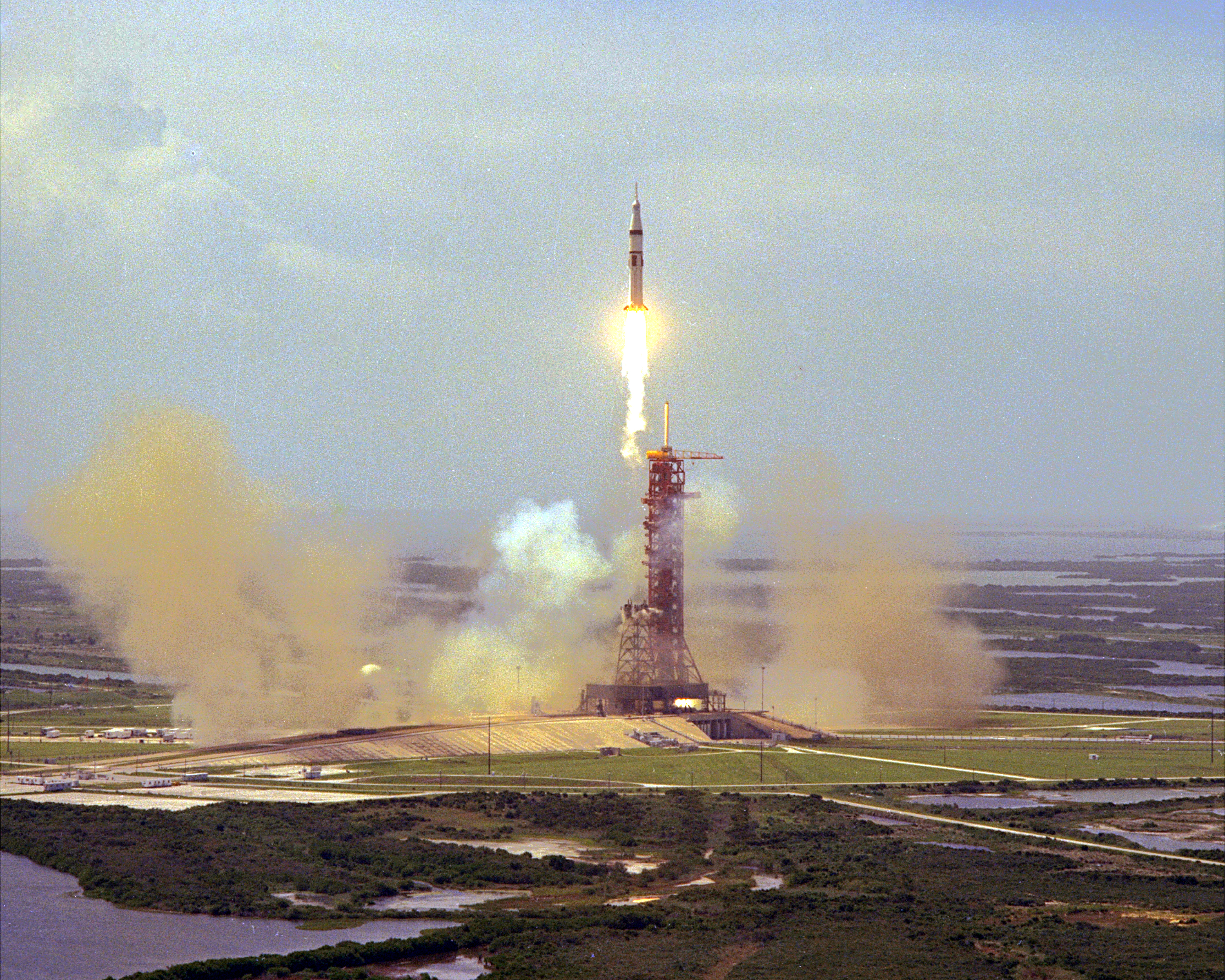
Старт ракетоносія «Сатурн IB», який вивів модуль «Аполлон» у космос.

Модель стикування кораблів «Союз» і «Аполлон» у Національному музеї авіації і космонавтики США.

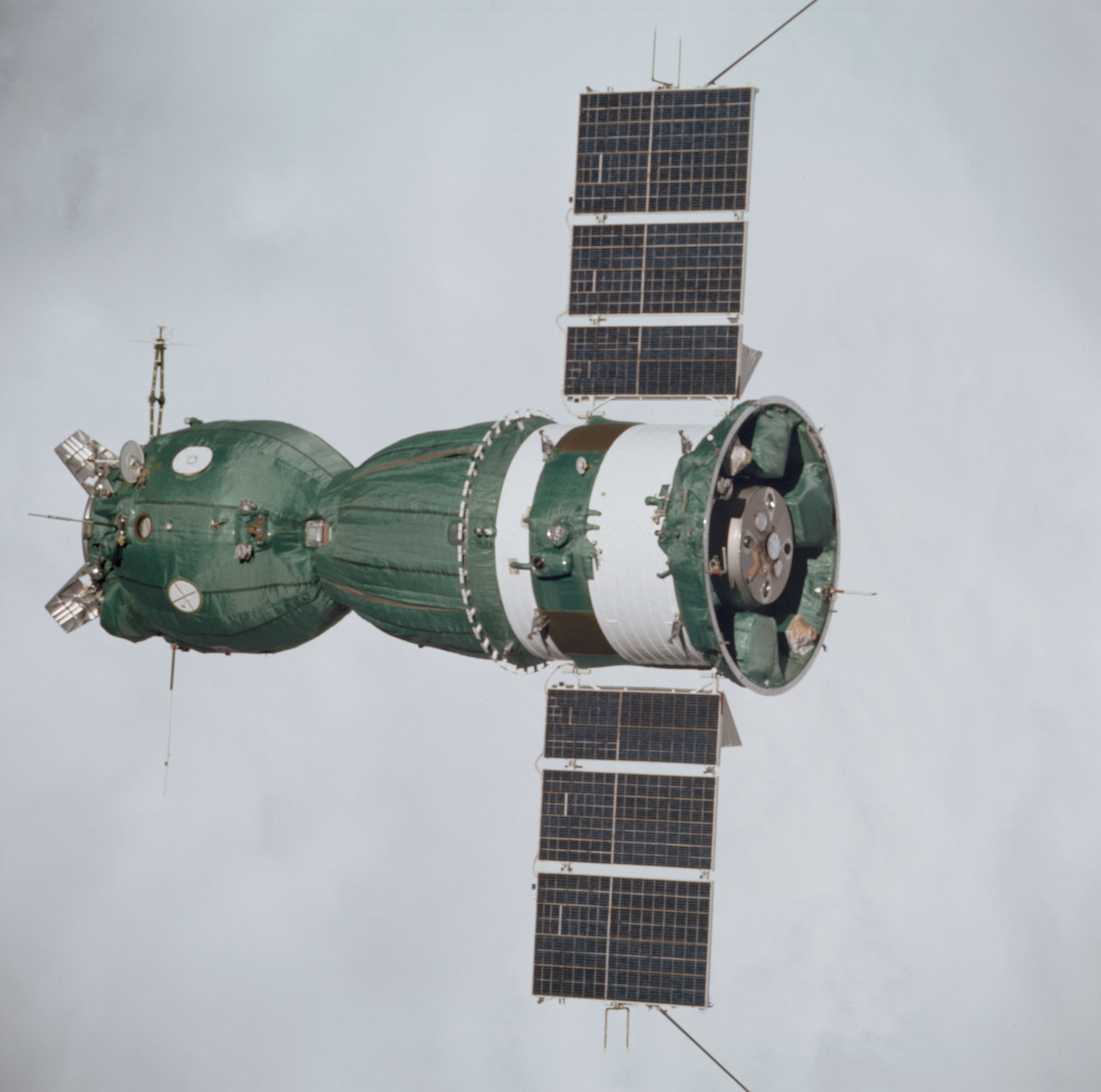
Космічний корабель «Союз»

Експериментальний політ «Аполлон — Союз» (ЕПАС, програма «Союз» — «Аполлон»; англ. Apollo-Soyuz Test Project (ASTP)) — програма спільного експериментального польоту радянського космічного корабля «Союз-19» і американського космічного корабля «Аполлон».
Програма затверджена 24 травня 1972 року угодою між СРСР та США.
Основна мета програми:
- випробування елементів спільної системи зближення космічних апаратів на орбіті;
- випробовування стикувальних агрегатів;
- перевірка техніки та обладнання для переходу космонавтів (астронавтів) з апарата в апарат на орбіті;
- накопичення досвіду спільних польотів космічних кораблів СРСР та США.

Крім того, програма передбачала співпрацю радянського й американського центрів управління польотами, перевірку радіозв'язку між космічними апаратами, вивчення можливості управління орієнтацією космічних кораблів.

## Хронологія подій
- 15 липня 1975 року о 15 год 20 хв з космодрому Байконур запущено «Союз-19».
- О 22 год 50 хв з космодрому на мисі Канаверал запущено «Аполлон».
- 17 липня о 19 год 12 хв виконано стикування «Союзу» й «Аполлона».
- 19 липня проведено розстикування кораблів, а після двох витків навколо Землі стикування повторено, ще через два витки кораблі остаточно розстикувалися.

Час польоту:
- «Союз-19» — 5 діб 22 години 31 хвилини.
- «Аполлон» — 9 діб 1 година 28 хвилин.
- У стані стикування — 46 годин 36 хвилин.

## Екіпажі космічних кораблів

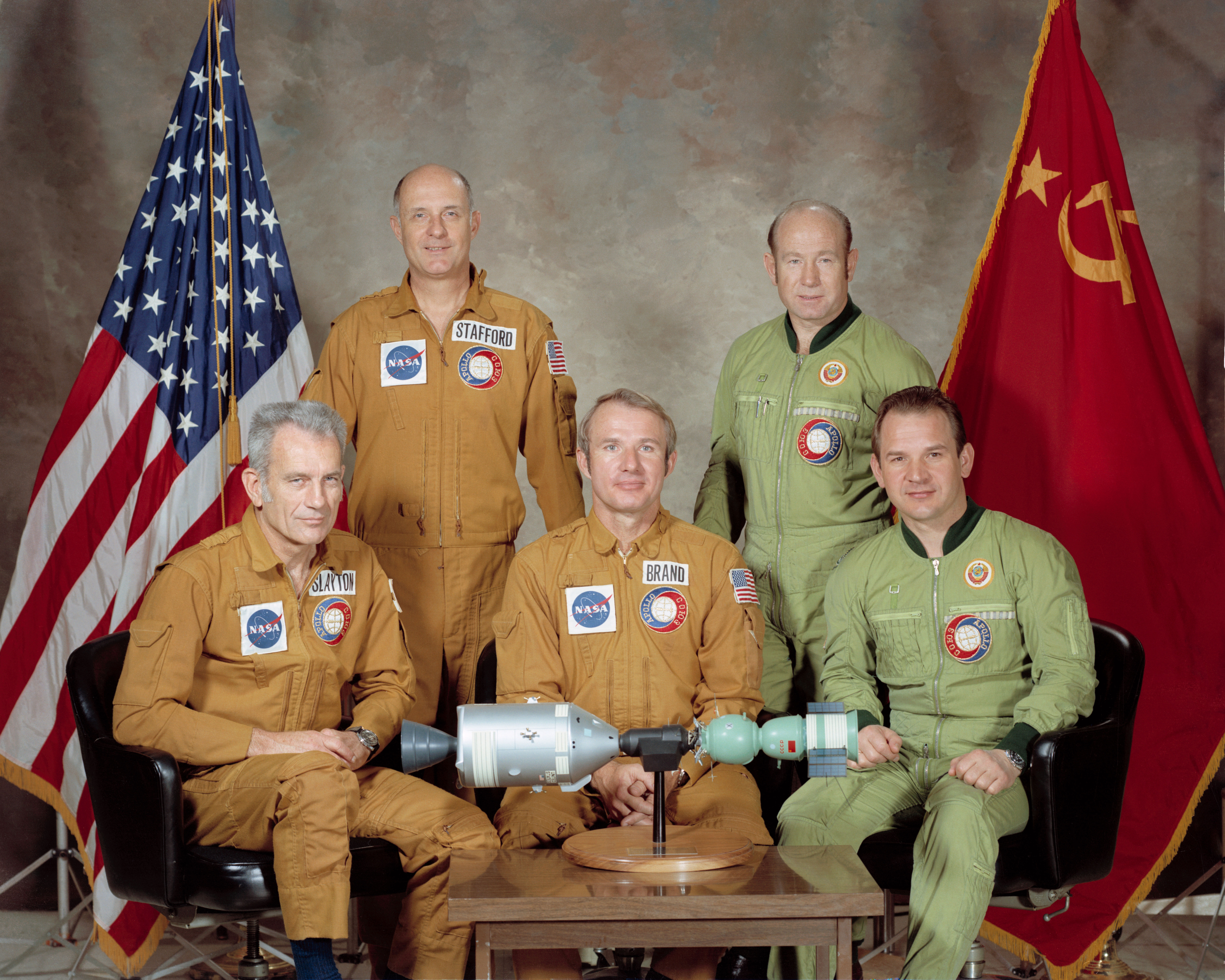

### Американський корабель
- Томас Стаффорд — командир.
- Дональд Слейтон — пілот стикувального модуля.
- Венс Бранд — пілот командного модуля.

### Радянський корабель
- Олексій Леонов — командир.
- Валерій Кубасов — бортінженер.